# Destino di una imperatrice
Destino di una imperatrice (Sissi - Schicksalsjahre einer Kaiserin) è un film del 1957 diretto da Ernst Marischka con protagonisti Romy Schneider, Karlheinz Böhm, Magda Schneider, Gustav Knuth, Uta Franz, Walter Reyer, Vilma Degischer e Josef Meinrad. Ultimo anello della trilogia di film romanzati sulla vita dell'imperatrice austriaca Elisabetta di Baviera. 
In italiano il lungometraggio è stato in seguito rinominato Sissi - Il destino di un'imperatrice.

## Trama
1867. La giovane imperatrice Elisabetta ama viaggiare e in particolare trascorre il suo tempo in Ungheria, paese per il quale prova un grande amore. Qui la nobiltà è rappresentata dal conte Andrássy, il quale è in realtà anche innamorato dell'imperatrice e conta su di lei e sul suo carisma per ottenere un miglior stato giuridico per l'Ungheria. A sua volta, Sissi cerca di far riconciliare l'impero con il partito dei ribelli, che vorrebbero l'indipendenza per il loro paese.
Decisasi a tornare a Vienna, Sissi incontra il marito che è venuto a prenderla e insieme passano alcuni giorni felici in montagna. Lì, tuttavia, l'imperatrice si sente male e successivamente scopre di avere una grave infezione polmonare che poi verrà complicata da una depressione psicosomatica. Nella speranza di guarire, Sissi intraprende un viaggio verso mete più calde: approderà così prima a Madera e poi a Corfù. Dopo molti mesi di lontananza dalla corte, supererà la malattia anche grazie alla vicinanza dell’energica e positiva madre Ludovica.
Una volta guarita, Sissi accompagna il marito in una visita diplomatica in Italia, con tappe a Milano e a Venezia, due città che a quel tempo facevano parte del Regno Lombardo-Veneto, possedimento austriaco nel Nord Italia, e dove già in passato si erano manifestate rivolte contro la dominazione asburgica, la più vasta delle quali, nel 1848 (Cinque Giornate di Milano, insurrezione di Venezia), aveva portato una effimera libertà, con la nascita di governi provvisori a Milano e nelle altre città, e la costituzione della Repubblica di San Marco.
In entrambe le città, la coppia reale si scontrerà con lo sdegno dei cittadini nei confronti di ciò che i due sovrani rappresentano: a Milano, in particolare, l'aristocrazia locale rifiuta di presenziare alla Scala (inviando, in propria vece, la servitù) davanti alla coppia imperiale. Invece a Venezia, il toccante incontro in Piazza San Marco di Sissi con la figlioletta che non vede da lungo tempo, intenerirà gli animi della folla in un primo tempo fredda, preludendo così a un finale di riconciliazione.

## Produzione
Il film fu prodotto dalla Erma-Film con il titolo originale Sissi - Schicksalsjahre einer Kaiserin.
La produzione prestò pochissima considerazione alla cronologia storica. Il film precedente, Sissi - La giovane imperatrice, si concludeva infatti con l'incoronazione della coppia imperiale a re e regina d'Ungheria (cerimonia avvenuta nel 1867). Questo ultimo film della trilogia di Sissi si conclude invece nel Regno Lombardo-Veneto, sebbene che la Lombardia venne perduta dall'impero austriaco nel 1859 a seguito della seconda guerra d'indipendenza italiana, mentre il Veneto fu annesso al Regno d'Italia nel 1866 dopo la terza guerra d'indipendenza italiana: il terzo film è perciò ambientato prima di tali date e dunque prima dell'incoronazione ungherese rappresentata nel secondo film.
Peraltro, l'imperatrice Sissi soggiornò a Madeira dal 29 novembre 1860 al 28 aprile 1861 e in seguito a Corfù fino all'ottobre dello stesso anno, pertanto la sua presenza a Milano non poteva essere avvenuta durante il viaggio di ritorno: la coppia imperiale soggiornò infatti a Milano dal 15 gennaio al 2 marzo 1857.

## Distribuzione
Distribuito in Austria dalla Sascha Filmverleih e in Germania dalla UFA-Filmverleih GmbH nel dicembre 1957, il film uscì in tutto il mondo attraverso la Beta Film nel 1958. Il 27 dicembre 1998, fu trasmessa dalla TV tedesca una versione restaurata del film.

## Doppiaggio italiano
Per quanto riguarda le versioni italiane dei tre film, in origine le doppiatrici italiane di Romy Schneider furono Rita Savagnone per i primi due film e Maria Pia Di Meo; con il doppiaggio originale, diretto da Luigi Savini su dialoghi di Franco Del Cer, che fu eseguito presso gli studi della Fono Roma con le voci della C.D.C. (fonte: Le voci del tempo perduto di Gerardo Di Cola), ma tali versioni sono oggi introvabili. 
Le edizioni italiane oggi disponibili (anche in DVD) sono quelle ridoppiate nel 1983 dalla C.V.D. sotto la direzione di Oreste Lionello per i primi due film e Carlo Baccarini per il terzo e su dialoghi di Alfredo Medori per la trasmissione su Rai Uno, dove la voce di Sissi è quella di Cristiana Lionello, mentre Claudio Capone doppia Karlheinz Böhm (Francesco Giuseppe) e Melina Martello è Magda Schneider (Duchessa Ludovica).